# Пирензепин
Пирензепи́н — антихолинергическое средство. Выпускается в виде дигидрохлорида.

## Синонимы
Пиренцепин, Гастрозепин, Гастроцепин, Пирензепин, Abrinac, Bisvanil, Duogestral, Gasteril, Gastrol, Gastropin, Gastropiren, Gastrozepin, Leblon, Pirezam, Pirigast, Ulcepin, Ulcin, Ulcopir, Ulcosan, Ulcozepin и др.

## Общая информация
Пирензепин является представителем новой подгруппы антихолинергических веществ — специфических блокаторов М1-холинорецепторов. В отличие от «типичных» блокаторов М-холинорецепторов (атропина и др.) пирензепин избирательно угнетает секрецию железами желудка соляной кислоты и пепсиногена, не оказывая существенного блокирующего влияния на М-холинорецепторы слюнных желез, сердца, гладких мышц глаза и других органов.
Действие пирензепина на желудочную секрецию обусловлено блокадой М1-холинорецепторов на уровне интрамуральных ганглиев и выключением таким образом стимулирующего влияния блуждающего нерва на желудочную секрецию.
Препарат подавляет базальную и стимулированную секрецию соляной кислоты и пепсиногена и быстро уменьшает общую активность желудочного сока.
Применяют для лечения острых и хронических язв желудка и двенадцатиперстной кишки, гастритов с повышенной кислотностью желудочного сока, язвенных поражений желудочно-кишечного тракта, связанных с применением нестероидных противовоспалительных средств и др.
Назначают внутрь и парентерально: внутрь по 0,05 г (50 мг) утром и вечером за 30 минут до приёма пищи; запивают небольшим количеством воды. Курс лечения не менее 4-х недель (4—8 недель) без перерыва. При быстром субъективном улучшении не следует прекращать приём препарата из-за возможности ухудшения состояния.
В начале лечения возможно сочетание перорального и парентерального введения: одну дозу вводят внутримышечно, одну принимают внутрь.
Внутримышечно или внутривенно препарат применяют главным образом при тяжелых формах язвенной болезни желудка и двенадцатиперстной кишки, для лечения и профилактики кровотечений, эрозий и изъязвлений. Вводят внутримышечно и внутривенно (медленно) по 10 мг (1 ампула) каждые 8—12 часов. При болезни Золлингера—Эллисона дозу увеличивают вдвое.
После улучшения состояния (через 2—3 дня) переходят на приём препарата внутрь.
Пирензепин растворяют непосредственно перед применением. Готовые растворы следует использовать в течение не более 12 часов.
Для приготовления инфузий раствор пирензепина разводят в изотоническом растворе натрия хлорида или 5% растворе глюкозы.
В случае необходимости можно сочетать применение пирензепина и других противоязвенных (антисекреторных) препаратов, в частности блокаторов гистаминовых Н2-рецепторов. По способности ингибировать секрецию соляной кислоты 50 мг пирензепина эквивалентны 200 мг циметидина.
Пирензепин несомненно эффективен как антихолинергическое противоязвенное средство, однако вопрос о его преимуществах по сравнению с обычными холинолитиками (атропин, метацин, хлорозил) при интенсивном кислотообразовании недостаточно изучен.
Переносится пирензепин обычно хорошо. Иногда наблюдаются сухость во рту, лёгкие нарушения ближнего зрения. Через гематоэнцефалический барьер препарат не проникает и центрального холинолитического действия не оказывает
При внутривенном введении следует следить за состоянием сердечно-сосудистой системы.
Препарат не следует применять в первые 3 месяца беременности.
Осторожность следует соблюдать при назначении пирензепина больным с глаукомой, с гипертрофией предстательной железы.